# Shropshire
Shropshire (také známé jako Salop nebo zkráceně Shrops) je anglické ceremoniální, nemetropolitní a tradiční hrabství v regionu West Midlands. Na západě hraničí s Walesem. Hlavní město je Shrewsbury.

## Administrativní členění
Hrabství se dříve dělilo na šest distriktů: Bridgnorth, North Shropshire, Oswestry, Shrewsbury and Atcham, South Shropshire a Wrekin. V roce 1998 se Wrekin stal unitary authority, byl přejmenován na Telford and Wrekin a v roce 2009 byly zrušeny ostatní distrikty. Od té doby se hrabství dělí na dvě unitary autority:
1. Shropshire
2. Telford and Wrekin

## Hospodářství
Hospodářství v Shropshire bylo tradičně ovládané zemědělstvím. Nicméně v posledních letech se orientuje na služby. Průmysl se nachází hlavně ve Telfordu, Oswestry, Whitchurch, Market Drayton a Shrewsbury. Shrewsbury se stává centrem distribuce a skladování, protože se nachází na uzlu silniční sítě. Známé firmy ve Shropshire zahrnují i Müller Dairy (UK) Ltd v Market Drayton.

### Statistiky
Níže je tabulka uvádějící strukturu hospodářství Shropshiru (včetně Telford & Wrekin). Hodnoty jsou v milionech liber šterlinků.
| Rok  | Přidané hodnoty | Zemědělství | Průmysl | Služby |
| ---- | --------------- | ----------- | ------- | ------ |
| 1995 | 2,388           | 238         | 618     | 1,533  |
| 2000 | 2,977           | 177         | 739     | 2,061  |
| 2003 | 3,577           | 197         | 843     | 2,538  |

## Vzdělání
Shropshire má kompletní vzdělávací systém. Je zde třináct nezávislých škol (včetně prestižní Shrewsbury School). Obvod Telford and Wrekin má dvě výběrové a dvě nezávislé školy.
Ve Shropshire jsou také dvě univerzity. Hrabství má nejvyšší vzdělanost ve West Midlands.

## Slavní lidé
- Robert Clive
- Abraham Darby
- Charles Darwin
- K. K. Downing
- William Farr
- Chris Hawkins
- Adrian Jones
- Stephen Marchant
- Len Murray
- Mirabel Osler
- Wilfred Owen
- Edith Pargeter (1913–1995)
- Barbara Pym
- Isobel Cooper
- Mary Webb
- Matthew Webb
- Humphrey Kynaston
- John Mytton
- Roy Wood
- David C.H. Austin